# Lasaeola bequaerti
Lasaeola bequaerti là một loài nhện trong họ Theridiidae.
Loài này thuộc chi Lasaeola. Lasaeola bequaerti được Arthur Merton Chickering miêu tả năm 1948.